# Butch Cassidy
Butch Cassidy, alias de Robert LeRoy Parker (Beaver, Utah, 13 de abril de 1866-Tupiza, Bolivia, 6 de noviembre de 1908), fue un famoso ladrón de trenes y bancos estadounidenses, y el líder de una banda de forajidos criminales conocida como la «Wild Bunch» (aprox. «Banda Salvaje») en el Viejo Oeste (no confundirla con la Wild Bunch original, de la que la banda de Cassidy tomó inspiración).
Parker se dedicó a actividades delictivas durante más de una década a finales del siglo XIX y principios del XX, pero las presiones de ser perseguido por las fuerzas del orden, en especial por la Agencia Nacional de Detectives Pinkerton, le obligaron a huir del país. Huyó con su cómplice Harry Longabaugh, conocido como el «Sundance Kid», y la novia de éste, Etta Place. El trío viajó primero a Argentina y luego a Bolivia, donde se cree que Parker y Longabaugh murieron en un tiroteo con el ejército boliviano en noviembre de 1908; las circunstancias exactas de su destino siguen siendo objeto de controversia.
La vida y la muerte de Parker han sido ampliamente representadas en el cine, la televisión y la literatura, y sigue siendo uno de los iconos más conocidos del mito del «Salvaje Oeste» en tiempos modernos.

## Infancia y juventud
Parker nació en Beaver, Utah. Era hijo del Inglés Maximilian Parker y la Escocesa Ann Campbell Gille, inmigrantes mormones que llegaron al territorio de Utah a finales de la década de 1850. Fue el mayor de trece hermanos. Crece y se cría en el rancho de sus padres cerca de Circleville (Utah), a 346 km al sur de Salt Lake City.
Parker huyó de su casa en la adolescencia y, mientras trabajaba en un rancho lechero, conoció a Mike Cassidy, un ladrón de ganado. Tiempo después, trabajó en varios ranchos y tuvo un breve aprendizaje con un carnicero en Rock Springs (Wyoming), de donde le quedó el apodo "Butch" (por la palabra butcher, que en inglés  significa carnicero. Al sobrenombre le agregó el apellido Cassidy, en honor de su viejo amigo y mentor).

## Vida como delincuente

### 1880-1887: primeros incidentes, aprendizaje como policía
Hacia 1880, Butch intentó visitar un negocio de ropas en un pueblo vecino, pero encontró que el local estaba cerrado; entró al comercio, tomó un par de vaqueros y dejó una nota diciendo que los pagaría durante su próxima visita. Sin embargo, el comerciante tomó los datos que Butch había dejado en su escrito y lo denunció. Tras una tenaz resistencia en el tribunal, finalmente fue liberado.
Continuó trabajando en un rancho hasta 1884, cuando se mudó durante algún tiempo a Telluride, Colorado, con el fin —según él— de buscar trabajo. Después retomó su trabajo en ranchos en Wyoming y en Montana y regresó a Telluride en 1887. Allí se hizo amigo de Mathew Warner, propietario de un caballo de carreras. Juntos corrieron el caballo en diversos eventos dividiéndose las ganancias. Se dedicó a las carreras hasta conocer a William y Thomas McCarty, los que, probablemente, le dieron las ideas, estrategias y conocimientos sobre robos a trenes y bancos.
Cassidy, Warner y McCarty pueden haber sido los responsables del robo, de un tren en las proximidades de Grand Junction, Colorado, perpetrado el 3 de noviembre de 1887. Como el guardia de la caja fuerte del tren les aseguró que nadie allí conocía la combinación para abrirla, ellos se retiraron con lo que lograron juntar unos $150.

### 1889-1899: primeros asaltos, conoce la prisión

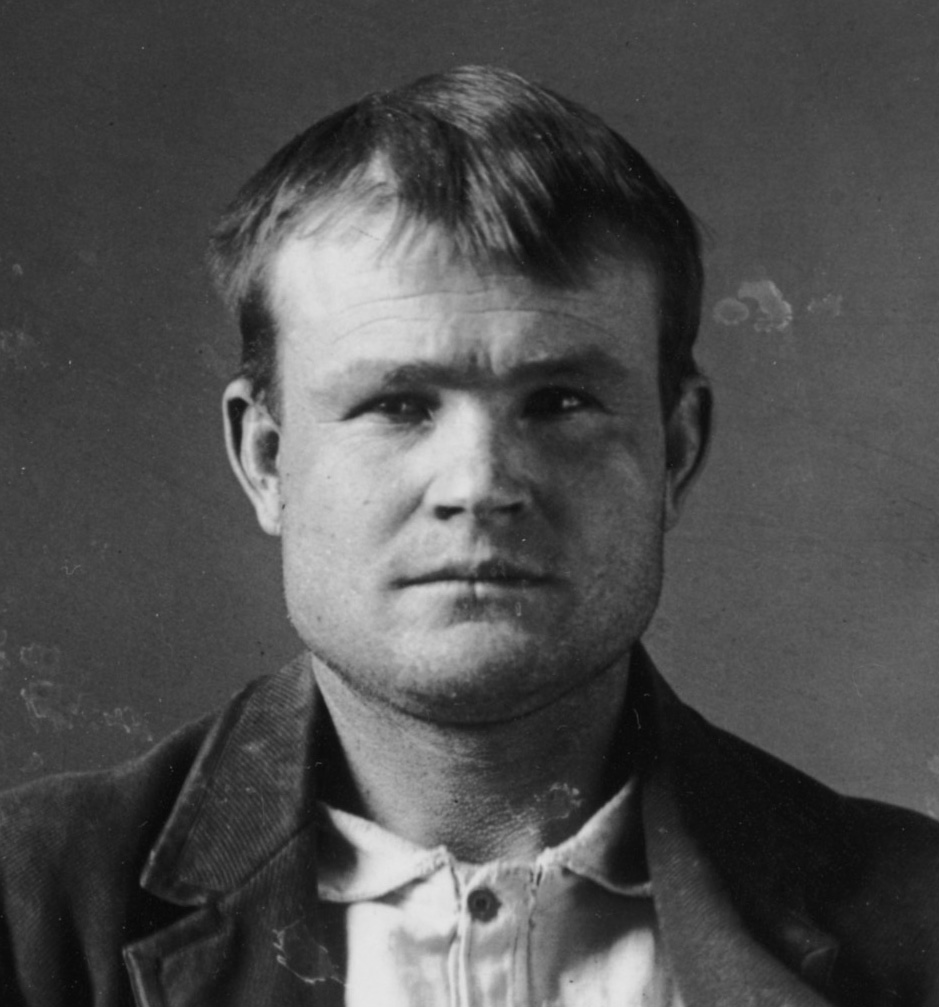
Retrato de Butch Cassidy, durante su encarcelamiento en la prisión de Territorio de Wyoming en Laramie, Wyoming.

El mismo trío —junto con un cuarto hombre desconocido— fue responsable del robo del San Miguel Valley Bank de Telluride, el 24 de junio de 1889, golpe por el que obtuvieron aproximadamente 21 mil dólares. De allí huyeron hacia Robbers Roost, un escondite remoto en el sudeste de Utah.
En 1890 Butch compró un rancho cerca de Dubois (Wyoming). El mismo estaba en las proximidades del famoso Hole-in-the-Wall, una formación natural geológica que le brindaba refugio a los fugitivos de la ley. Siempre ha existido la sospecha de que el rancho de Cassidy, que nunca tuvo éxito en su explotación comercial, era en realidad una fachada para ocultar sus actividades clandestinas, probablemente con fugitivos de la ley del Hole-in-the-Wall.
A comienzos de 1894 se enamoró de Ann Bassett, una ranchera y prófuga de la ley del viejo oeste. El padre de su enamorada era el ranchero Herb Bassett, quien había hecho negocios con él, proveyéndole caballos y carne. Ese mismo año, Cassidy fue arrestado en Lander (Wyoming), por robo de caballos y posiblemente por ejercer un «sistema coercitivo de protección» entre los rancheros locales. Fue encarcelado en la Prisión del Estado en Laramie donde cumplió dieciocho meses de una condena de dos años y fue liberado en enero de 1896, después de prometerle al gobernador William Alford Richards que no volvería a quebrar la ley en ese estado a cambio de que le acortaran la duración de su sentencia. Luego de ser liberado tuvo una breve relación con Josie, la hermana mayor de Ann Bassett, para después volver con esta.

### 1896-1897: sale de prisión, formación de la "Wild Bunch"
Tras su liberación se relacionó con un grupo de criminales, en particular con sus amigos más próximos Elzy Lay, Harvey «Kid Curry» Logan, Ben Kilpatrick, Harry Tracy, Will «News» Carver, Laura Bullion, George Curry y algunos otros, con quienes formó una banda conocida como Wild Bunch. Con ella, la actividad criminal de Parker creció en forma considerable. A pesar de que la Wild Bunch a menudo es descrita como una banda no violenta, fue responsable de numerosas muertes durante sus asaltos.
El 13 de agosto de 1896 Cassidy, Lay, Kid Curry y otro hombre robaron un banco en Montpelier (Idaho), y lograron escapar con unos 7 mil dólares. Al poco tiempo incorporó a la banda a Harry Alonzo Longabaugh, conocido como Sundance Kid, un nativo de Pennsylvania. 
A comienzos de 1897 Parker se encontró en Robbers Roost con su novia Ann Bassett, Elzy Lay y su novia, Maude Davis. Los cuatro se escondieron allí hasta comienzos de abril, cuando Elzy y Butch enviaron a  las mujeres a su casa con el fin de poder planificar el próximo robo. El 21 de abril de 1897, en el pueblo minero de Castle Gate (Utah), Parker y Lay organizaron una emboscada a un pequeño grupo de hombres que llevaba el dinero para el pago de salarios de la Pleasant Valley Coal Company desde la estación de tren hasta las oficinas de la compañía, robando una saca que contenía 7000 dólares en oro, para después retornar a Robbers Roost.
El 2 de junio de 1899, la banda hurtó el correo de la Union Pacific cerca de Wilcox (Wyoming). El asalto cobró gran notoriedad y provocó una masiva búsqueda de los ladrones. Muchos famosos hombres de la ley de aquellos tiempos participaron en la cacería, sin éxito.
Durante un tiroteo con hombres de la ley luego de dicho asalto, Kid Curry y George Curry le dispararon y dieron muerte al sheriff Joe Hazen. Tom Horn, un conocido asesino a sueldo y empleado de la agencia Pinkerton, obtuvo información del experto en explosivos, Bill Speck, el cual corroboró que ellos le habían disparado a Hazen, dato que Horn le pasó al detective de Pinkerton Charlie Siringo. La banda escapó hacia Hole-In-The-Wall. A Siringo se le encomendó la tarea de capturar a la banda fugitiva de la ley. Se hizo amigo de Elfie Landusky, quién estaba en busca de los Curry ya que, según él, Lonny Curry, el hermano de Kid Curry, había dejado embarazada a su hermana. Siringo tenía pensado ubicar a la banda a través de ella.
El 11 de julio de 1899, Lay y otros llevaron a cabo el robo a un tren en cercanías de Folsom (Nuevo México), en una acción que se dice muy probablemente haya planeado Butch, y hasta puede haber llegado a estar directamente involucrado. Durante el robo se produjo un tiroteo con los agentes de la ley durante el cual Lay, mató al Sheriff Edward Farr y a Henry Love, lo que resultó en su condena a cárcel de por vida en la penitenciaría del Estado de Nuevo México.
Los miembros de la Wild Bunch, por lo general, se separaban tras cada robo en distintas direcciones, para posteriormente reencontrarse en un punto acordado, como por ejemplo el escondite Hole-in-the-Wall, "Robbers Roost", o el burdel de Fannie Porter, en San Antonio (Texas).

### Intento fallido de amnistía
Tal vez debido a la pérdida de Lay, Cassidy se habría acercado al gobernador Heber Wells de Utah, que se había incorporado a la Unión en 1896, para negociar una amnistía, pero Wells no le dio muchas esperanzas, recomendándole a Cassidy que en realidad debía persuadir al Union Pacific Railroad de que dejaran sin efecto los cargos por los que lo habían acusado. Se piensa que a causa del mal tiempo esta reunión nunca se realizó. Posteriormente, el Union Pacific Railroad, bajo la dirección de E. H. Harriman, intentó contactar a Cassidy a través de Matthew Warner, un viejo aliado de Butch que había sido liberado de la cárcel. Sin embargo, el 29 de agosto de 1900, Butch, Longabaugh y otros robaron el tren del Union Pacific en las proximidades de Tipton (Wyoming), violando la promesa previa de Butch al gobernador de Wyoming de no volver a quebrantar la ley en dicho estado y alejando la posibilidad de conseguir una amnistía.
Mientras tanto, el 28 de febrero de 1900, agentes de la ley intentaron arrestar a Lonny Curry, hermano de Kid Curry, mientras estaba en la casa de su tía. Lonny fue muerto en el tiroteo que se desencadenó, y su primo Bob Lee fue detenido acusado de cuatrerismo y más adelante encarcelado en Wyoming. El 28 de marzo, Kid Curry y Bill Carver fueron perseguidos por un auxiliar de la ley en St. Johns (Arizona), tras ser identificados por uso de billetes provenientes del robo en Wilcox, Wyoming. El ayudante los alcanzó y se trenzaron en un tiroteo en el que los ayudantes de la ley, Andrew Gibbons y Frank LeSueur, fueron asesinados. Carver y Curry escaparon. 
El 17 de abril, George Curry fue asesinado en una balacera junto al Sheriff John Tyler y su ayudante del Grand County (Utah). El 26 de mayo, Kid Curry cabalgó hasta Moab (Utah) y asesinó a Tyler y a Jenkins en un intenso tiroteo, vengando la muerte de George Curry y su hermano, Lonny.
Butch, Harry y Bill viajaron a Winnemucca (Nevada). El 19 de septiembre de 1900, robaron en el First National Bank la cantidad de $32 640. En diciembre, Parker posó en Fort Worth (Texas) para la famosa foto «Los cinco de Fort Worth» , en la que se encuentran retratados Butch Cassidy, Harry A. Longabaugh, Harvey Logan (Kid Curry), Ben Kilpatrick y William Carver. La Agencia de Detectives Pinkerton obtuvo una copia de la fotografía y la comenzó a utilizar para sus carteles de búsqueda.
Kid Curry se unió al grupo criminal, y junto con Cassidy y Longabaugh robaron otro tren del Union Pacific cerca de Wagner, Montana. Esta vez se alzaron con más de $60,000 en efectivo. Como siempre, nuevamente se separaron, y Will Carver fue abatido por un agente de la ley que lo perseguía bajo la dirección del Sheriff Elijah Briant. El 12 de diciembre de 1901, otro miembro de la banda llamado Ben Kilpatrick fue capturado junto con Laura Bullion en Knoxville (Tennessee). El 13 de diciembre, durante un tiroteo con agentes de la ley, Kid Curry mató a los policías William Dinwiddle y Robert Saylor de Knoxville, dándose luego a la fuga. Aunque era perseguido por agentes de Pinkerton y otros oficiales estatales, Curry regresó a Montana, donde disparó y liquidó al ranchero James Winters, responsable de la muerte de su hermano Johnny algunos años antes. 

## 1901: viaje a la Argentina y descripciones físicas

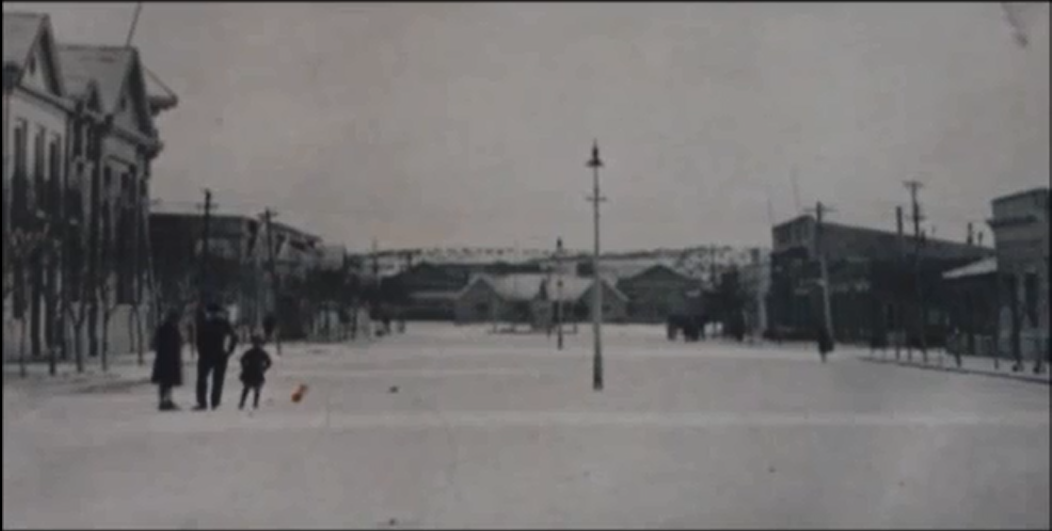
Avenida Fontana (Trelew, Chubut). A la derecha, el Hotel Touring (ex Hotel El Globo), en donde se alojó Butch Cassidy. A la izquierda en primer plano, el Banco Nación.

Butch Cassidy y Longabaugh huyeron hacia el este a Nueva York, y el 20 de febrero de 1901, en compañía de  Ethel “Etta” Place, la amiga de Longabaugh, partieron hacia Buenos Aires (Argentina); a bordo del vapor británico Herminius, Parker se hizo pasar por James Ryan, un hermano ficticio de Place. En Argentina se afincó con Longabaugh y Place en una cabaña de troncos (S42 26.589 W71 25.694) de cuatro habitaciones en una estancia de 61 km² que compraron sobre la orilla este del río Blanco, cerca de Cholila, en la provincia de Chubut en las estribaciones de los Andes.

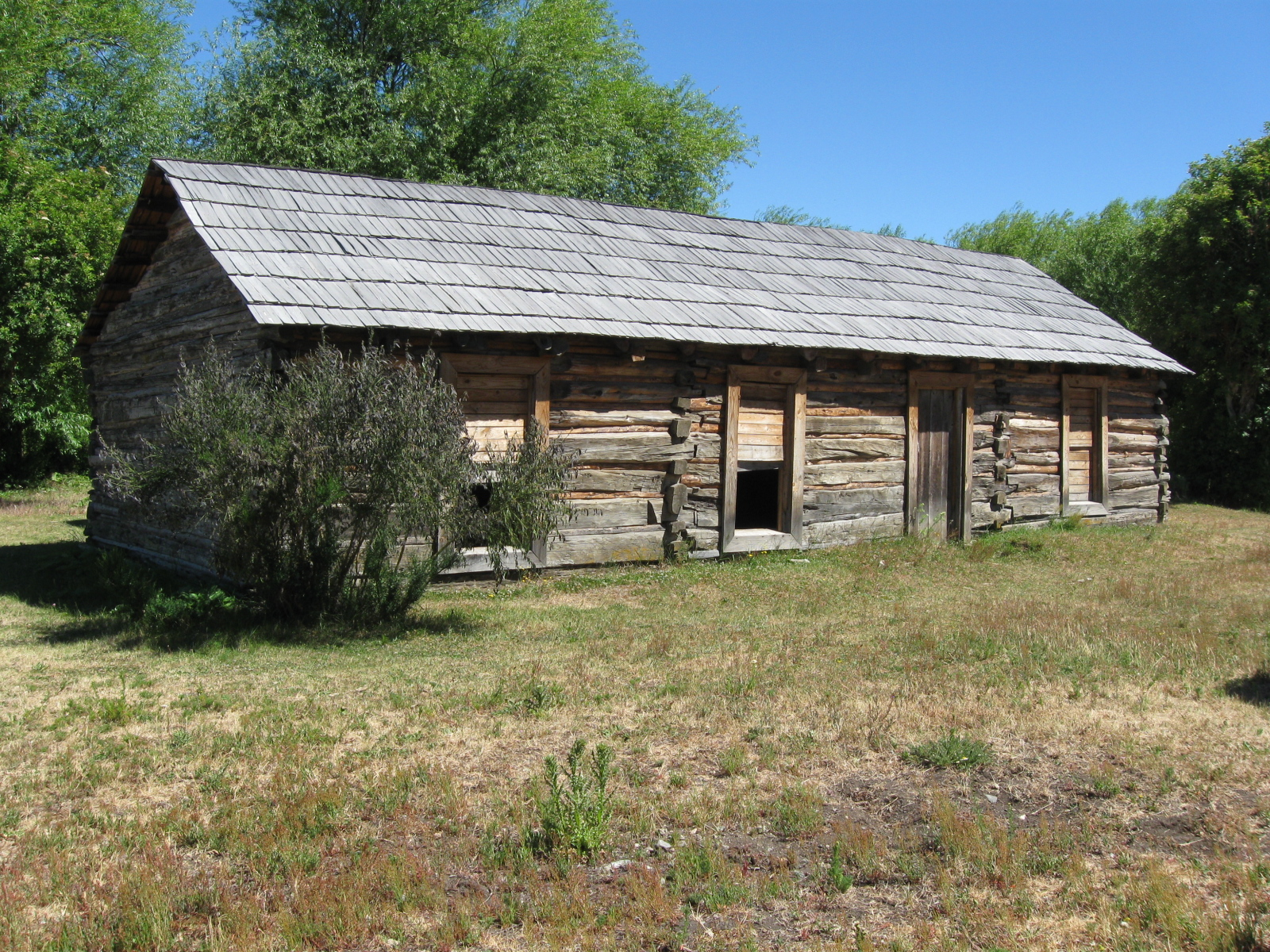
Vista del rancho de Butch Cassidy en las afueras de Cholila, provincia de Chubut, Argentina.

En mayo de 1901 llegaron a Trelew y se establecieron en un hotel de nombre Globo (o Del Globo), donde vivieron un tiempo hasta instalarse definitivamente en Cholila. Poco después, la Pinkerton envió un documento con los datos de filiación de los malhechores y ofreció la atractiva recompensa de 10 mil dólares por cabeza (de Butch y Sundance) vivos o muertos. Según esta documentación, en 1901 Cassidy tenía 35 años, medía 1,75 m. de estatura, era robusto, tenía un peso aproximado de 75 kilogramos, pelo rubio claro, ojos azules, bigote pequeño, dos cicatrices en la parte posterior de la cabeza y otra pequeña debajo del ojo izquierdo, además de un pequeño lunar en la pantorrilla. Sundance Kid tenía 34 años,  tenía una estatura de 1,77 m., ojos azules, nariz larga, pelo y bigote castaño, facciones de tipo griego, pesaba entre 75 y 80 kilogramos, y se destacaba por su andar chueco. Por su parte, Etta tenía 22 años, medía 1,65 m., pesaba unos 50 kilogramos, contaba con cabello castaño, ojos verdes y una bella figura.

## 1905 y sus últimos años, su mayor asalto
El 14 de febrero de 1905, dos bandidos angloparlantes, que podrían haber sido Parker y Longabaugh, asaltaron el  «Banco de Tarapacá y Argentina» en Río Gallegos, 1130 km al sur de Cholila, cerca del Estrecho de Magallanes. Escaparon con una suma que sería equivalente a unos 100 mil dólares de hoy. La pareja de asaltantes se desvaneció en la inmensidad de las estepas patagónicas.
El 1 de mayo, el trío vende el rancho en Cholila porque las autoridades los estaban empezando a acorralar. La agencia Pinkerton conocía su ubicación desde hacía algún tiempo, pero la estación de lluvias había impedido que su agente Frank Dimaio viajara y los arrestara. 
El gobernador Julio Lezana había emitido una orden de arresto, no obstante, antes de que pudiera ser ejecutada, el sheriff Edward Humphreys, un argentino-galés que era amigo de Parker y estaba enamorado de Etta Place, los alertó de que venían en su búsqueda.
El trío huyó hacia el norte hasta San Carlos de Bariloche donde se embarcaron en el vapor El Cóndor, atravesando el Lago Nahuel Huapi para cruzar a Chile. Sin embargo, hacia finales del año estaban de regreso en Argentina. El 19 de diciembre, Butch Cassidy, Longabaugh, Place y un hombre no identificado tomaron parte en un robo al Banco de la Nación en Villa Mercedes, a 650 km al oeste de Buenos Aires, llevándose 12 000 pesos. Perseguidos por hombres armados, volvieron a cruzar las pampas y los Andes hacia la seguridad de Chile.
El 30 de junio de 1906, Etta Place decidió que ya era suficiente con la vida de aventuras que había tenido y Longabaugh la escoltó de regreso a San Francisco. Parker, bajo el alias de James «Santiago» Maxwell, obtuvo trabajo en la mina de estaño Concordia en Santa Vera Cruz en los Andes centrales bolivianos, donde se juntó con Longabaugh tras su regreso de los Estados Unidos. Sus responsabilidades principales incluían cuidar los fondos para el pago de salarios. Aun intentando asentarse y convertirse en un ranchero respetable, Parker realizó a finales de 1907 una excursión con Longabaugh a Santa Cruz de la Sierra, una ciudad  fronteriza con la selva al este de Bolivia, y desde allí le escribió a unos amigos en Concordia, diciendo que había por fin encontrado «el lugar exacto que he estado buscando durante veinte años».
Con 41 años de edad, parecía que a Butch le pesaba cierto remordimiento. En la misma carta, se lamentaba: «Oh Dios, si pudiera retroceder 20 años... yo sería feliz». Se maravillaba ante la disponibilidad de buena tierra con gran facilidad de riego y pasturas y predijo: «Si no caigo, pronto estaré viviendo aquí».

## Muerte
Los hechos que rodean la muerte de Butch Cassidy son inciertos. El 3 de noviembre de 1908, en proximidades de San Vicente, en el sur de Bolivia, un correo de la mina de plata «Aramayo Franke y Cia.» viajaba a mula transportando el dinero para el pago de salarios a los mineros cuando fue robado por dos bandidos estadounidenses. Los atacantes después se dirigieron hacia San Vicente, donde se asentaron. 
Tres noches después, el 6 de noviembre, la casa en la que estaban alojados los bandidos fue rodeada por un pequeño grupo de personas encabezado por el alcalde local. Junto a ellos había un grupo de oficiales del ejército y soldados fuertemente armados. A continuación se desencadenó un tiroteo. En un breve "descanso" del balaceo, se escuchó el grito de un hombre y con ello otro disparo. La partida rodeó el sitio hasta la mañana siguiente, cuando con precaución entraron a la casa y encontraron los cuerpos de dos hombres con numerosas heridas en los brazos y piernas, uno con una herida de bala en la cabeza y el otro con un agujero en la sien. Aunque las balas disparadas por los uniformados habían penetrado puertas, ventanas y muebles que se encontraban adentro, se supuso que ambos hombres se habían suicidado. Los cuerpos fueron trasladados al cementerio local de San Vicente, donde se los enterró cerca de la tumba de un minero alemán llamado Gustav Zimmer. Si bien se han realizado intentos para encontrar su tumba anónima, en particular por el antropólogo Clyde Snow y su equipo, no se han hallado restos con muestras de ADN que se correspondan con los de parientes vivos de Butch y Longabaugh.
Sin embargo existieron investigaciones, tales como la de la hermana de Parker, Lula Parker Betenson, según las cuales él regresó vivo a Estados Unidos y vivió en el anonimato durante años. En su biografía Butch Cassidy, mi hermano, Betenson cita varias situaciones en las que personas que conocían a Parker se encontraron con él con posterioridad a 1908, y ella relata además una detallada «reunión familiar» de Parker, su hermano Mark, su padre y ella misma en 1925.
En 1974, Red Fenwick, un respetable y maduro periodista del The Denver Post, le contó al escritor Iván Goldman —que entonces era periodista del diario— que él conocía a la doctora de Parker. Fenwick relató que ella era una persona de integridad absoluta y que le contó que había atendido a Butch durante muchos años después de que supuestamente aquel hubiera muerto en Bolivia. 
Existen evidencias de anécdotas y circunstanciales que indicarían que Longabaugh también regresó a los Estados Unidos y murió en 1937.
En Annals of the Former World, John McPhee repite una historia contada al geólogo David Love (1913-2002) hacia la década de 1930 por el doctor Francis Smith, que era médico de la familia de Love cuando este era un estudiante universitario. Smith relató que había visto a Cassidy, y que este le había contado a Smith que sus facciones habían sido alteradas por un cirujano en París, y que además le mostró a Smith una cicatriz de bala que Smith reconoció como una cirugía que él le había realizado a Butch Cassidy algunos años antes. (McPhee, p. 358).
El historiador del oeste Charles Kelly terminó el capítulo «¿Está muerto Butch Cassidy?» en su libro Outlaw Trail, publicado en 1938, haciendo notar que si Butch «está todavía vivo, como dicen los rumores, es muy extraño que no haya regresado a Circleville, Utah, a visitar a su anciano padre, Maximillian Parker, que falleció el 28 de julio de 1938 a la edad de 94 años». Aunque se cree que Kelly entrevistó al padre de Parker, no se sabe de la existencia de testimonios escritos de dicha entrevista.
Toda la correspondencia de parte de Parker y Longabaugh terminó luego del incidente de San Vicente.

## Alias
- George Parker (nombre real de Butch, de acuerdo a los carteles de búsqueda de Pinkerton )
- Butch Cassidy
- George Cassidy
- Lowe Maxwell
- James "Santiago" Maxwell
- James Ryan
- Santiago Ryan (nombre utilizado mientras vivió en Cholila, Chubut, en la Patagonia argentina)

## Amistades
- William T. Phillips afirma que conoció a Butch Cassidy desde su infancia. Hay quienes especulan que Phillips en realidad era Butch Cassidy, pero no existe evidencia que soporte estos supuestos.

## En la cultura popular

### Cine
- La película Butch Cassidy and the Sundance Kid (1969) narra la historia de Butch Cassidy, Sundance Kid y Etta Place, y fue galardonada, entre muchos otros, con 4 premios Oscar en 1970, además de ser considerada como "cultural, histórica o estéticamente significativa" por el National Film Registry de la Biblioteca del Congreso de Estados Unidos en el año 2003.
- En la película Blackthorn (2011) se narra la historia de Butch Cassidy y Sundance Kid bajo el supuesto de que ambos hubiesen sobrevivido al tiroteo de San Vicente.